# Hemistola chrysoprasaria
Hemistola chrysoprasaria, conocida como la pequeña esmeralda, es una polilla perteneciente a la familia Geometridae. La especie se encuentra en toda Europa, incluyendo la Península Ibérica y el este de Rusia hasta los montes Urales, el norte de África, Asia Menor, Transcaucasia y las montañas de Asia Oriental (Lejano Oriente ruso, Siberia), Amur, Ussuri y Tian Shan (como forma lissas).

## Descripción
Es una polilla mediana, con una envergadura de 28 a 32 mm. Tanto las alas anteriores como las posteriores son de color verde claro, pero se desvanecen con la longevidad, pasando de amarillo verdoso a amarillo blanquecino. Presentan una línea cruzada blanca, externa y otra interna, ligeramente curvada y continua, en las alas anteriores. La línea interna (antemediana) es muy curvada y, por lo general, presenta dos dientes pequeños y delgados dirigidos distalmente; mientras que la línea externa (postmediana) es casi paralela al margen distal, no dentada. La línea externa continúa en el ala posterior. No presenta mancha discal. Las antenas de los machos son ligeramente peinadas, mientras que las de las hembras son cortamente ciliadas. En Amur y Ussuri, los ejemplares suelen ser grandes y con las líneas bastante separadas. Lissas se diferencia en la forma del ala posterior, que es redondeada en lugar de acodada  
El huevo recien puesto es de color verde y se oscurece justo antes de la eclosión. Suele ser muy aplanado por ambos lados. El polo del huevo es lateral. Las orugas presentan una coloración críptica variable. Al principio son verdes, luego marrones durante la hibernación y vuelven a ser verdes en primavera. La pupa es de color verde.

## Ecología
Las polillas vuelan en una generación de junio a agosto.
Las orugas se alimentan de Clematis vitalba .
Sus hábitats incluyen linderos de bosques, setos, jardines y parques. Prefiere las laderas cálidas.

## Subespecies
- H. c. chrysoprasaria Europa central, Europa del Sur, Sur de Rusia, Urales del Sur - Siberia Suroriental, Turquía, Cáucaso, Georgia
- H. c. lissas Prout, 1912 Cordillera de Tian Shan
- H.c. intermedia Djakonov, 1926 montañas (sur de Siberia)
- H. c. occidentalis Wehrli, 1929 Sur de España, Sur de Portugal, Marruecos, Argelia, Túnez

## Especies hermanas
Tiene especiación alopátrica con Hemistola siciliana (Prout, 1935) (en Italia central y meridional, Sicilia)